# Чистая вода — источник жизни (биметаллическая монета)
Чистая вода — источник жизни  (укр. Чиста вода — джерело життя) — памятная биметаллическая монета из серебра и золота номиналом 20 гривен, выпущенная Национальным банком Украины. Посвящена одной из первооснов жизни на Земле — воде. Монеты имеют целью обратить внимание общества к бережному отношению к природным богатствам, в частности к рекам, озерам, морям.
Монета была введена в оборот 25 мая 2007 года.

## Описание монеты и характеристики
| Номинал грн. | Металл          | Масса, г                                                           | Диаметр, мм | Качество изготовления | Гурт                 | Тираж, штук |
| ------------ | --------------- | ------------------------------------------------------------------ | ----------- | --------------------- | -------------------- | ----------- |
| 20           | золото, серебро | 14,8: металл вставки — Au 916 — 5,81 металл кольца — Ag 925 — 8,42 | 31,0        | пруф-лайк             | рифление по секторам | 3 000       |

### Аверс
На аверсе монеты во внутреннем кругу изображены круги, которые расходятся на поверхности воды от капли, в верхней части круга — следующая капля. По внешнему кругу расположены: малый Государственный Герб Украины (слева), год чеканки монеты — 2007 (справа), надписи — «НАЦІОНАЛЬНИЙ БАНК УКРАЇНИ» (вверху), номинал — «20 ГРИВЕНЬ» и логотип Монетного двора Национального банка Украины.

### Реверс
На реверсе монеты во внутреннем круге изображена символическая композиция — человек и водопад. По внешнему кругу расположена надпись — «ЧИСТА ВОДА — ДЖЕРЕЛО ЖИТТЯ».

## Авторы
- Художники: Таран Владимир, Харук Александр, Харук Сергей.
- Скульптор — Чайковский Роман.

## Достижение
Победа в номинации «Уникальное идейное решение» на Международном конкурсе памятных монет «Монетное созвездие — 2008» (Россия, Москва).

## Стоимость монеты
Цена монеты — 3547 гривен, была указана на сайте Национального банка Украины в 2011 году.
Фактическая приблизительная стоимость монеты с годами изменялась так:
| Год        | 2010  | 2011  | 2012  | 2013  | 2014  |
| ---------- | ----- | ----- | ----- | ----- | ----- |
| Цена, грн. | 3 000 | 3 600 | 3 600 | 3 000 | 2 700 |